# Вилли и дочь графа Ричарда
«Вилли и дочь графа Ричарда» (англ. Willie and Earl Richard's Daughter, Child 102, Roud 3910) — народная баллада английского происхождения. Фрэнсис Джеймс Чайлд в своём собрании приводит две её версии, из собраний Роберта Джемисона (записана в 1800 году) и Питера Бьюкена плюс ещё один маленький фрагмент из рукописей Ритчи Кинлоха. Оба варианта носили заголовок «The Birth of Robin Hood», однако Чайлд меняет его на основании того, что баллада явно не принадлежит к циклу историй о Робин Гуде. Добсон и Тейлор также отмечают, что баллада не имеет связи с традиционными «робингудовскими» мотивами, а также что первое её появление происходит только через пять лет после выхода сборника Джозефа Ритсона о Робин Гуде.
На русский язык балладу (её первую версию) переводил Самуил Яковлевич Маршак. Впервые под названием «Робин Гуд» она появилась в сборнике 1946 года, затем — в существенно переработанном виде и с заголовком «Рождение Робин Гуда», — в издании 1952 года.

## Сюжет
Молодой человек по имени Вилли (в другом варианте — Арчибальд), служащий у графа Ричарда (или графа Хантингдонского), влюбляется в его дочь. Она вынашивает ребёнка и к концу своего срока рассказывает об этом юноше. Тот уводит её в лесную чащу, поскольку понимает, что граф повесит его, если узнает о произошедшем. Под сенью леса девушка рождает мальчика и в одной версии из-за этого умирает. Граф, повсюду разыскивая свою дочь, находит её (живой или мёртвой) с сыном, и, хотя готов казнить Вилли, берёт младенца к себе в качестве наследника, дав ему имя Робин Гуд.
Первая часть второй версии представляет собой вариант другой известной баллады «Leesome Brand» (Child 15). В целом баллада весьма похожа на предыдущую в собрании Чайлда — «Willie o Douglas Dale» (Child 101). Имя графа Хантингдонского представляет собой позднее добавление к легенде о Робин Гуде, ведущее своё начало, вероятно, от пьесы Энтони Мандея.